# Cirsium fargesii
Cirsium fargesii là một loài thực vật có hoa trong họ Cúc. Loài này được (Franch.) Diels mô tả khoa học đầu tiên năm 1901.